# Evangelische Kirche (Bissenberg)

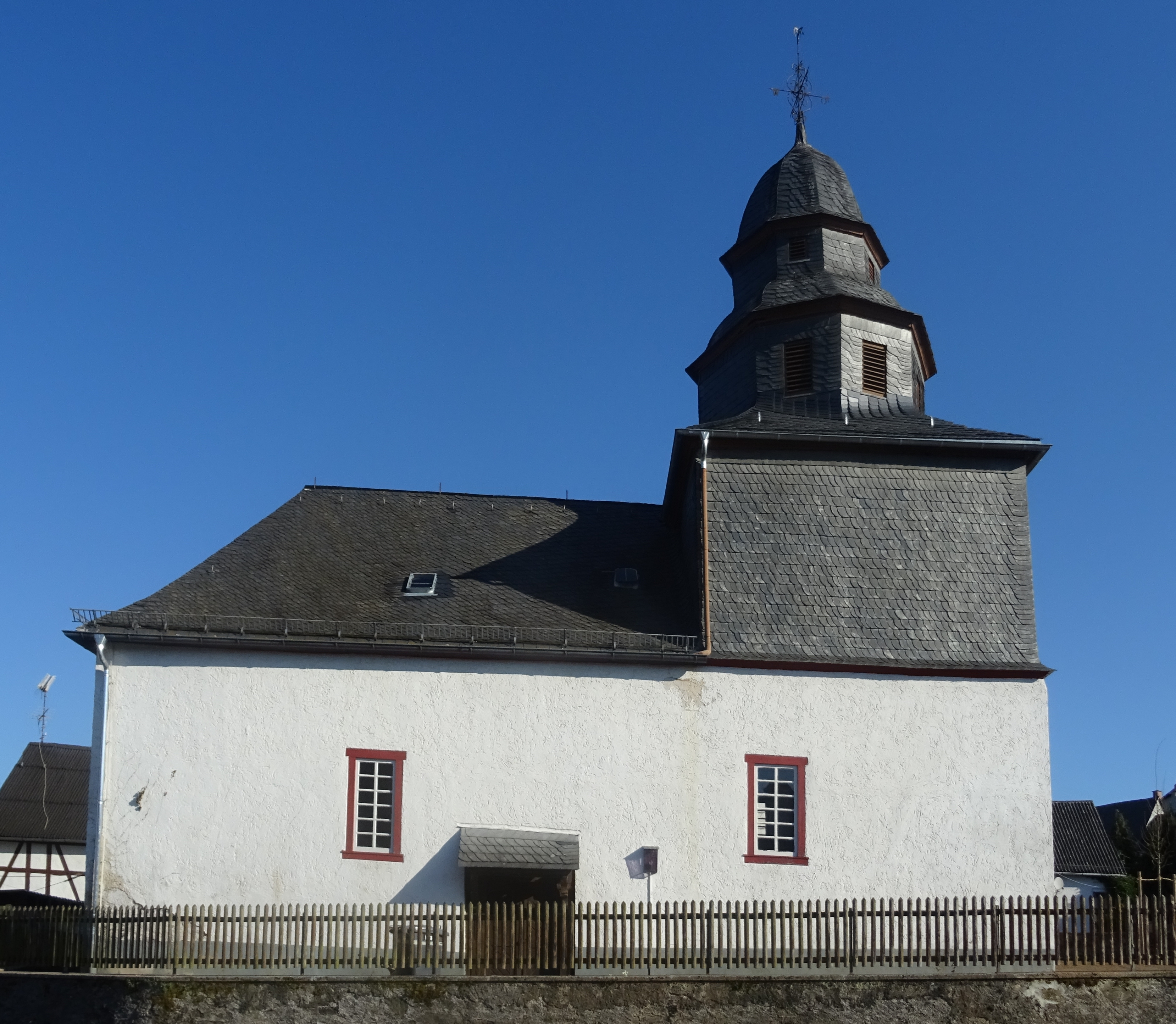
Kirche in Bissenberg von Süden

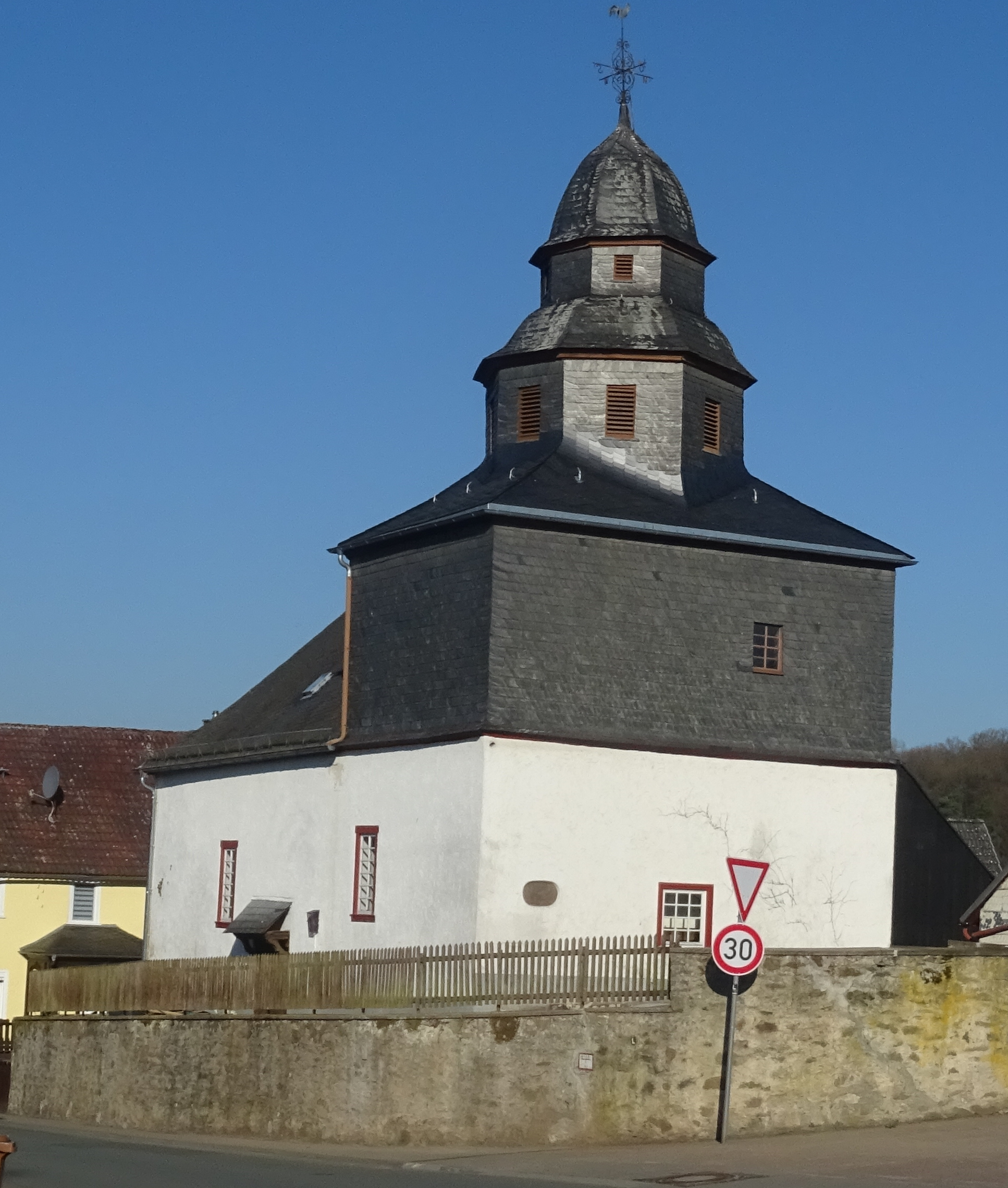
Ansicht von Südosten

Die Evangelische Kirche in Bissenberg, einem Stadtteil von Leun im hessischen Lahn-Dill-Kreis, ist eine Saalkirche aus spätromanischer Zeit, die einen barocken Erweiterungsumbau erfuhr. Der Rechteckbau mit verputztem Fischgrätenmauerwerk wurde 1723–1726 erhöht, nach Westen verlängert und mit einem verschieferten Turmaufbau versehen. Die Kirche ist aufgrund ihrer geschichtlichen und städtebaulichen Bedeutung hessisches Baudenkmal.

## Geschichte
Bissenberg gehörte im Mittelalter zum Archipresbyterat Wetzlar im Archidiakonat St. Lubentius Dietkirchen in der Erzdiözese Trier. Es war wie Stockhausen Filialort im Kirchspiel Biskirchen.
Mit Einführung der Reformation wechselte die Kirchengemeinde 1549 zum evangelischen Bekenntnis. 1582 führte Graf Konrad von Solms-Braunfels das reformierte Bekenntnis offiziell ein. In den 1600er Jahren wurden Sanierungsarbeiten am Mauerwerk und am Dachwerk durchgeführt. Weitere Schäden durch den Dreißigjährigen Krieg führten dazu, dass der Turm erneuert werden musste.
In den Jahren 1723 bis 1726 führte Maurermeister Johann Hartmann Scharff (Scharbft) eine Erweiterung der Kirche nach Westen durch und erhöhte den Turm. Die Kirche wurde am 18. Oktober 1726 neu eingeweiht.
Bis ins 19. Jahrhundert hinein fanden in der Kirche nur Begräbnisse und Trauungen statt. Die Bissenberger mussten zu jeder Jahreszeit den Gottesdienst in der Kirchspielkirche in der Evangelischen Kirche Biskirchen aufsuchen. Ab 1853 setzten sich die Bissenberger für sonntägliche Gottesdienste in der eigenen Kirche ein. Dazu kam es aber nicht, weil sie dem Pfarrer des Kirchspiels keine Entschädigung zahlen wollten. Erst 1866 erwirkten sie, dass im Winter alle 4 Wochen und im Sommer alle 6 Wochen Gottesdienste in Bissenberg durchgeführt wurden.
Seit 1930 findet 14-täglich ein Gottesdienst statt. Seit der Renovierung der Kirche 1952 erhielt die Gemeinde die volle Kirchennutzung.
1962 wurden die Fenster und die Eingangstür sowie die Dachbeschieferung erneuert. Der Fußboden im Innenraum wurde mit Sandplatten neu belegt und eine Heizung eingebaut. Die Mauern und Decke wurden begradigt. Die Kirche erhielt einen neuen Anstrich. Bei Freilegung der Nordwand diesen Arbeiten wurde eine „spätromanische“ Datierung gestellt.
1986/1987 erfolgte eine weitere Renovierung. Nach Freilegung der Decke wurde ein neuer Firstbalken eingezogen. Kirchenbänke und Empore wurden holzsichtig wiederhergestellt. Zudem wurden der Pfarrstuhl, die Kanzel und das Orgelwerk restauriert.
Die Kirchengemeinde gehörte bis Ende 2018 zum Kirchenkreis Braunfels, der 2019 in den Evangelischen Kirchenkreis an Lahn und Dill in der Evangelischen Kirche im Rheinland aufging.

## Architektur
Der geostete Saalbau aus weiß verputztem Bruchsteinmauerwerk auf rechteckigem Grundriss ist im Ortszentrum inmitten eines von einer Mauer eingefriedeten Kirchhofs errichtet. Der romanische Ostteil weist Fischgrätenverband auf. Der Innenraum wird an den beiden Langseiten und im Westen durch je zwei kleine hochrechteckige Fenster mit Sprossengliederung belichtet, im Osten ist ein quadratisches Fenster eingelassen. Die Kirche wird durch eine romanische Südpforte unter einem verschieferten Vordach erschlossen. An der südlichen Ostseite ist ein Stein angebracht und ovalförmig vom Verputz ausgespart. Er trägt eine Bauinschrift von 1726:

„Als die Kirche zu bauen war angefangen durch Herrn Graf Wilhelm Moritz und Herrn zu Greifenstein gnädl. erl. ist er darauffolgenden Jahres aus dieser Zeitlichkeit ins Ewige gegangen. Da sie nun war mit Gottes Hilf glücklich zu End geführt, hat Herr Graf Friedrich Wilhelm löblich regiert. So wird herzlich gedankt wegen empfangene Gnad und wie große Beförderung Herr F.S.Z. Wetzlar tat. Dieses ist hier in diesen Stein gegraben, damit die Nachkömmlinge auch Nachricht davon haben.

Im Jahre 1726, den 6. Juli Johann Hartmann Scharff, Maurermeister“

Oberhalb des Ostteils erhebt sich in derselben Breite ein wuchtiges, querrechteckiges, verschiefertes Turmobergeschoss. Für die Pilasterverzierung im hölzernen Turmgeschoss wurde das Balkenwerk des abgebrochenen Eisenhammers („Bissenberger Hütte“) verwendet.  Ein flaches Zeltdach vermittelt zu dem achtseitigen Glockengeschoss mit acht hochrechteckigen Schallöffnungen. Die sich verjüngende Haube hat vier Schallöffnungen und wird von einer verzierten Windrose mit Wetterhahn bekrönt.

## Ausstattung

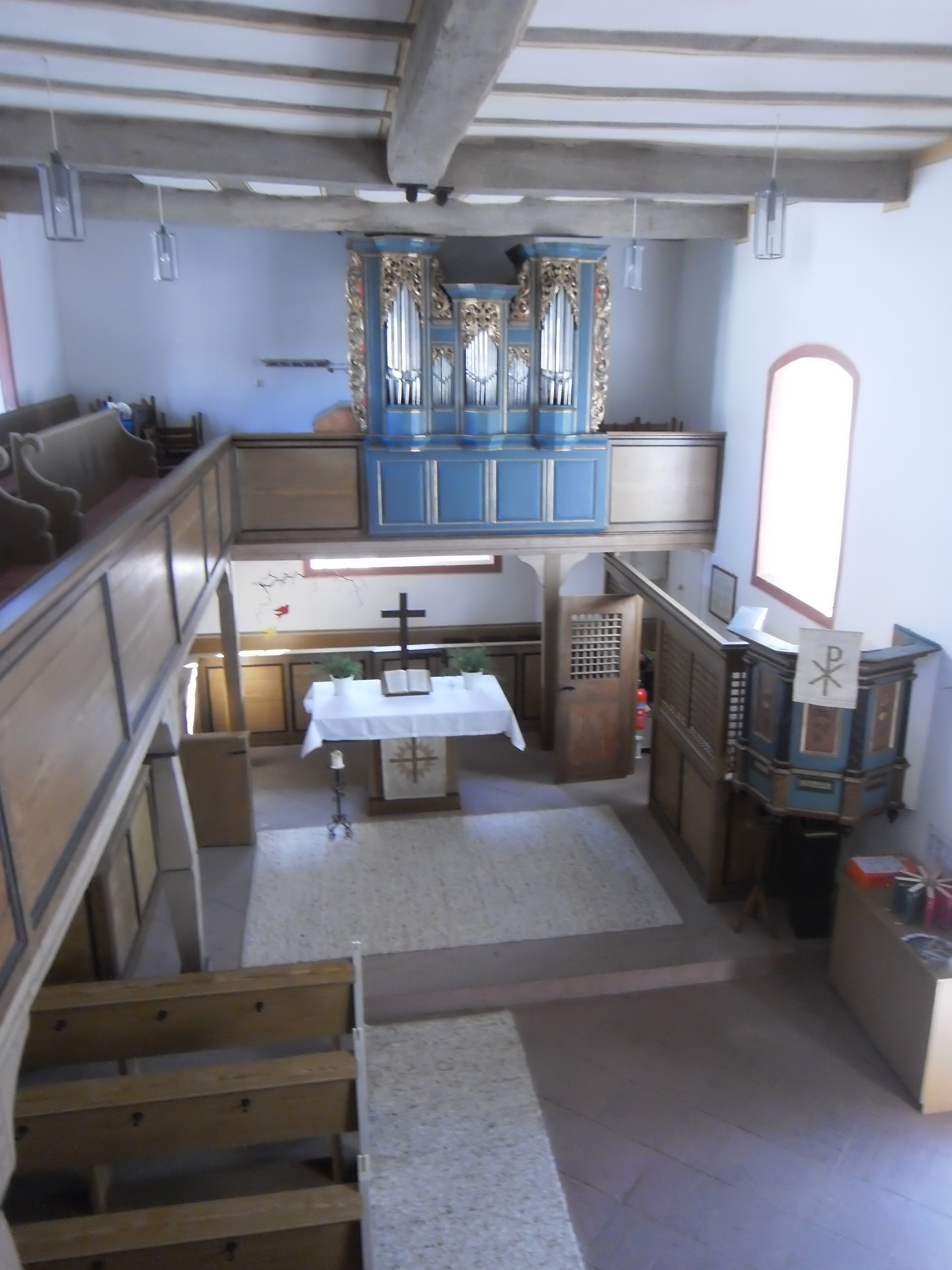
Blick zur Orgelempore

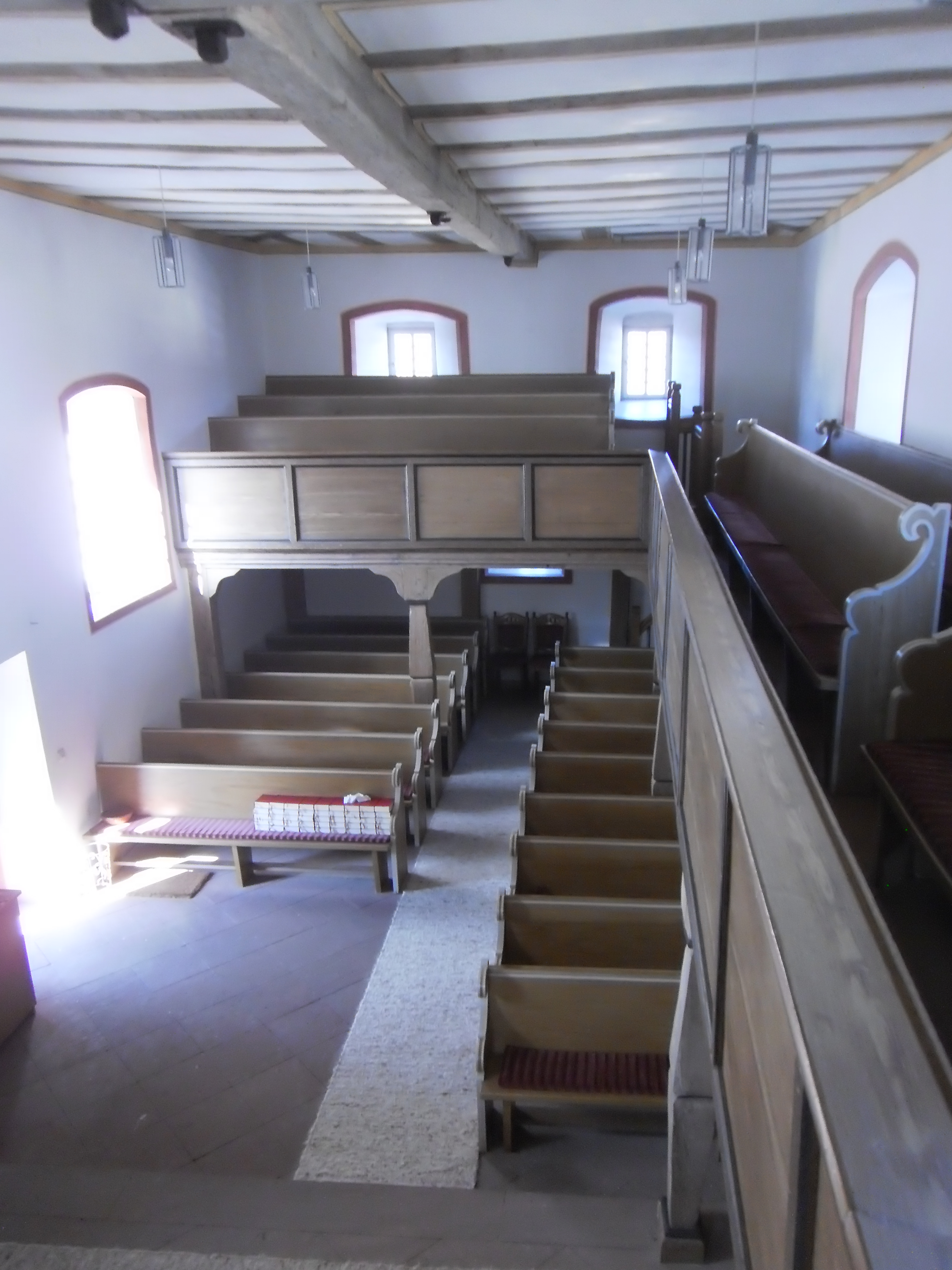
Innenausstattung Richtung Westen

Der Innenraum wird von einer flachen Holzbalkendecke mit Längsunterzug abgeschlossen. Die hölzerne, dreiseitig umlaufende Empore lässt die südliche Langwand für die Kanzel und den Eingangsbereich frei. Sie ruht auf viereckigen Pfosten mit Bügen. Die Brüstung hat schlichte querrechteckige Füllungen. Die Ostempore dient als Aufstellungsort für die Orgel.
Die hölzerne polygonale Kanzel aus dem 18. Jahrhundert zeigt in den hochrechteckigen Füllungen der Kanzelfelder Blumenranken. Sie ist durch einen angebauten Pfarrstuhl mit durchbrochenem Gitterwerk zugänglich, der ebenfalls im 18. Jahrhundert gefertigt wurde. Das Kirchengestühl lässt einen Mittelgang frei.

## Orgel

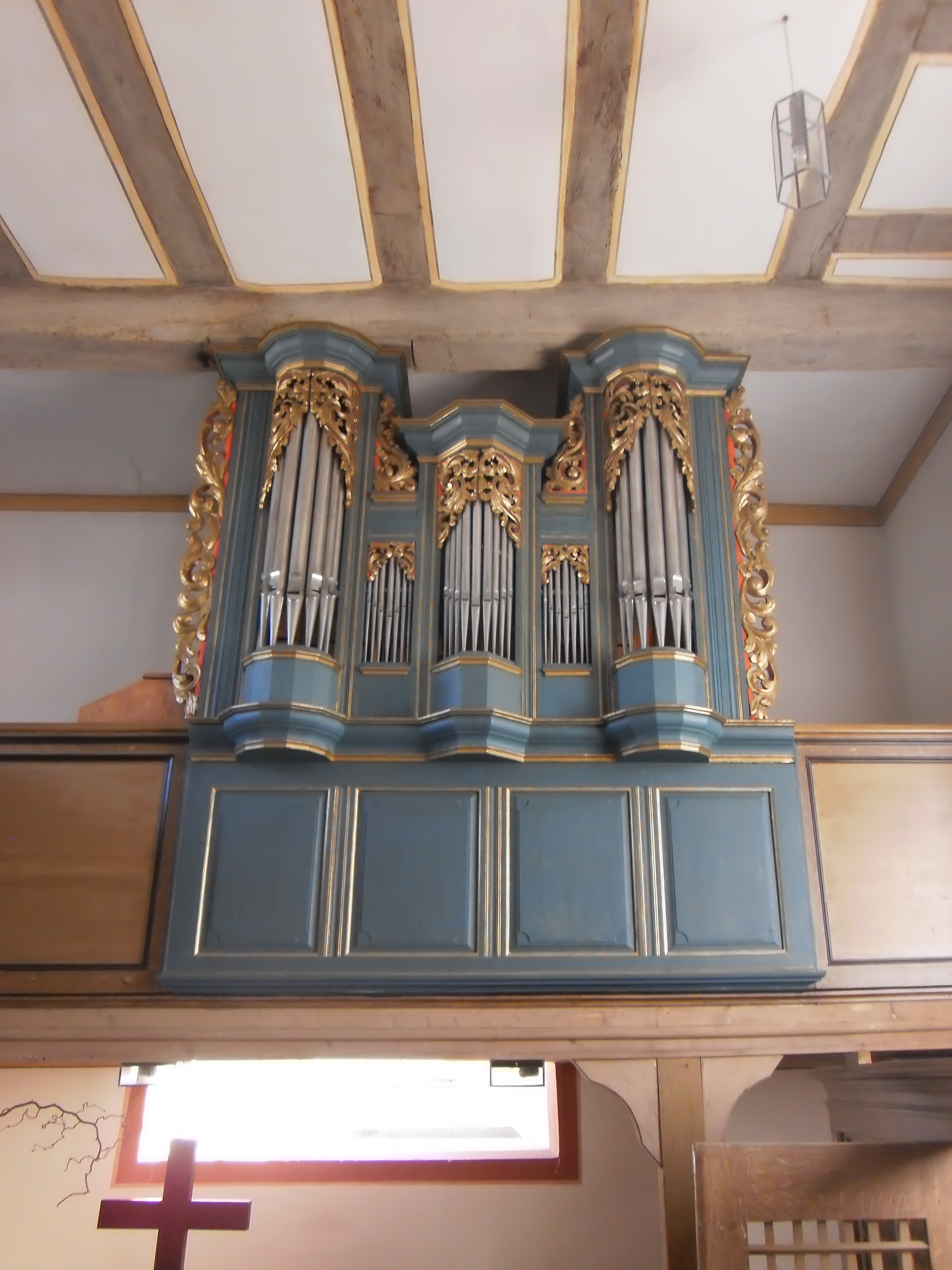
Orgel mit barockem Prospekt

Um 1850 erwarb die Zivilgemeinde Bissenberg mithilfe des Pfarrers der Gemeinde Evingsen in Westfalen für 40 Mark eine kleine Orgel. Sie wurde überarbeitet und tat leidlich ihren Dienst. Während des Ersten Weltkrieges wurde ein Teil der Zinnpfeifen als Metallspende des deutschen Volkes abgeliefert. 1925 wurden diese wieder ersetzt und die Orgel vergrößert. Bei der Renovierung 1962 wurde festgestellt, dass die Materialien der Orgel abgängig waren. Weil keine Weiterverwendung möglich war, wurde eine Spendenaktion eingeleitet.
Spenden der Gemeindemitglieder, der Landeskirche und einheimischer Unternehmer machten es möglich, dass im Dezember 1965 eine neue Orgel eingeweiht werden konnte. Günther Hardt aus Möttau errichtete das Instrument und verwendete dafür einen historischen Prospekt eines unbekannten Orgelbauers aus dem 18. Jahrhundert, der aus der Groß-Rechtenbach erworben worden war. Es ist eine mechanische Schleifladenorgel, die über sechs Register auf einem Manual und Pedal und 450 Pfeifen aus 75 % Zinn und echtem Aburaholz aus dem 18. Jahrhundert verfügt. Die Disposition lautet wie folgt:
| I Manual C–f3 |       |
| Gedeckt       | 8′    |
| Prinzipal     | 4′    |
| Rohrflöte     | 4′    |
| Oktave        | 2′    |
| Mixtur III–IV | 1 ⁄3′ |

| Pedal C–d1 |     |
| Subbass    | 16′ |

- Koppeln: I/P

## Glocken
Der erste Hinweis auf das Vorhandensein einer Glocke in der Bissenberger Kirche findet sich in den Kirchenrechnungen von 1566, als der Schmied beauftragt wird, einen Glockenklöppel anzufertigen. Über den Verbleib dieser Glocke ist nichts bekannt. Vermutlich ging sie in den Wirren des Dreißigjährigen Krieges verloren, da der ganze Turm nach dem Krieg erneuert werden musste.
Eine neue Glocke und eine Uhr wurden 1711 von Meister Dilman Schmid aus Aßlar geliefert. Nach den Gemeinderechnungen erhielt er für Glocke und Uhr 140 Florin und 2 Wagen Kohlen. Die Glocke trägt die Inschrift:
In Gottes Namen floß ich

Dilmann Schmidt zu Aßlar goß mich

im Jahr, da Kaiser Karl der 6. durch

Wahl bestimmt war

MDCCXI (1711)

Conrad Daniel, Schultheiß, Bissenberg
Glocke und Uhr wurden dann bei den Um- und Anbauarbeiten von 1723 bis 1726 in den neuen Turm eingebaut.
Diese Glocke ist noch heute vorhanden und verrichtet ihren Dienst.
Am 4. Dezember 1935 kam eine zweite Glocke der Firma Rincker hinzu. Sie ist etwa 75 cm groß, hat einen Durchmesser von 69 cm und wiegt 196 kg. Sie kostete damals 500 Reichsmark. Sie trägt die Inschrift:
In dieser welt von haß und sünde

ich liebe und erlösung künde

gegossen im Jahr 1935 von Gebr. Rinker

in Sinn
Die Glocke wurde auch zu bürgerlichen Zusammenkünften, wie z. B. Versteigerungen, Feuerausbruch und sogar zum Auslosen der Reihenfolge beim Backen im Backhaus eingesetzt. Die alte Glocke ruft noch heute um 11 Uhr und zum Abendläuten, zum Kirchgang am Sonntag und als Zeichen eines Todesfalls im Dorf.